# Соотношения Мэнли — Роу
Соотношения Мэнли — Роу — энергетические соотношения, характеризующие взаимодействие колебаний или волн в нелинейных системах с сосредоточенными или распределёнными параметрами. Они были впервые получены в 1956 году Дж. Мэнли и Г. Э. Роу для колебаний в нелинейной реактивной системе с сосредоточенными параметрами, а впоследствии обобщены на волны в нелинейных средах.
Соотношения Мэнли — Роу справедливы для системы с произвольной реактивной нелинейной связью. В совокупности с законами сохранения энергии и импульса, соотношения Мэнли — Роу определяют характер нелинейного взаимодействия волн (колебаний) и позволяют рассчитать максимальную эффективность преобразователя частоты на реактивной нелинейности.

## Общий вид
В общем виде соотношения Мэнли — Роу могут быть записаны следующим образом:
{\displaystyle \sum _{m=1}^{\infty }\sum _{n=-\infty }^{\infty }{\frac {m\cdot P_{mn}}{m\cdot \omega _{1}+n\cdot \omega _{2}}}=0,\ \ \ m\in \mathbb {Z} }
{\displaystyle \sum _{m=-\infty }^{\infty }\sum _{n=1}^{\infty }{\frac {n\cdot P_{mn}}{m\cdot \omega _{1}+n\cdot \omega _{2}}}=0,\ \ \ n\in \mathbb {Z} }
где
- {\displaystyle P_{mn}} — изменение мощности на комбинационной частоте {\displaystyle m\cdot \omega _{\text{H}}+n\cdot \omega _{\text{C}}},
- {\displaystyle \omega _{1},\omega _{2}} — частоты исходных колебаний (волн). Причём отношение {\displaystyle {\frac {\omega _{2}}{\omega _{1}}}} должно быть иррационально, поскольку в противном случае, возможно выразить все частоты как гармоники одной фундаментальной частоты.

Пусть в единицу времени появляется или исчезает {\displaystyle A_{mn}} квантов комбинационной частоты. Тогда мощность на комбинационной частоте выражается как:
{\displaystyle P_{mn}=A_{mn}\cdot \hbar \cdot (m\cdot \omega _{1}+n\cdot \omega _{2}),}    (*)
Поскольку энергия в системе не появляется и не исчезает, то общая мощность равна нулю:
{\displaystyle \sum _{m,n}P_{mn}=\sum _{m,n}\hbar A_{mn}\cdot (m\cdot \omega _{1}+n\cdot \omega _{2})=0}
Поскольку {\displaystyle {\frac {\omega _{2}}{\omega _{1}}}} иррационально, а {\displaystyle m,n,A_{mn}} — целые числа, то это равенство выполняется только если оба слагаемых равны нулю:
{\displaystyle \sum _{m,n}m\cdot A_{mn}=\sum _{m,n}n\cdot A_{mn}=0}
Выразив {\displaystyle A_{mn}} из (*) и подставив в последнее выражение, получим соотношения:
{\displaystyle \sum _{m,n}{\frac {m\cdot P_{mn}}{m\cdot \omega _{1}+n\cdot \omega _{2}}}=\sum _{m,n}{\frac {n\cdot P_{mn}}{m\cdot \omega _{1}+n\cdot \omega _{2}}}}
Первое из соотношений Мэнли — Роу представляет собой закон сохранения числа квантов, которые в зависимости от природы взаимодействующих волн представляют собой фотоны, фононы, плазмоны, магноны или другие взаимодействующие квазичастицы.
Можно вычислить следующие величины:
- {\displaystyle A_{mn}={\frac {|P_{mn}|}{\hbar \cdot (m\cdot \omega _{1}+n\cdot \omega _{2})}}} — число квантов комбинационной частоты;
- {\displaystyle m\cdot A_{m,n}} — число квантов частоты {\displaystyle \omega _{1}}, затраченных ({\displaystyle P_{mn}>0}) или образованных ({\displaystyle P_{mn}<0}) при возбуждении комбинационной частоты;
- {\displaystyle n\cdot A_{m,n}} — число квантов частоты {\displaystyle \omega _{2}}, затраченных ({\displaystyle P_{mn}>0}) или образованных ({\displaystyle P_{mn}<0}) при возбуждении комбинационной частоты.

## Соотношения для трёхчастотного взаимодействия
Рассмотрим соотношения Мэнли — Роу в частном случае трёхчастотного взаимодействия. Пусть, например, комбинационной является разностная частота {\displaystyle \omega _{0}=\omega _{1}-\omega _{2}}. Тогда система имеет три частоты:
- {\displaystyle \omega _{0}\ (m=1,n=-1)}
- {\displaystyle \omega _{1}\ (m=1,n=0)}
- {\displaystyle \omega _{2}\ (m=0,n=1)}

В этом случае соотношения Мэнли — Роу принимают вид:
{\displaystyle {\frac {P_{0,1}}{\omega _{2}}}={\frac {P_{1,-1}}{\omega _{0}}}=-{\frac {P_{1,0}}{\omega _{1}}}}

## Обобщение для комбинации многих частот
Пусть источники или стоки квантов происходят на частотах
{\displaystyle \sum _{i=1}^{N}m_{i}\omega _{i},\ \ {\frac {\omega _{i}}{\omega _{j}}}\notin \mathbb {Q} }
В этом случае будем иметь систему из {\displaystyle N} соотношений:
{\displaystyle \sum _{m_{1},m_{2},\ldots ,m_{N}}{\frac {m_{i}\cdot P_{m_{1}m_{2}\ldots m_{N}}}{m_{1}\cdot \omega _{1}+m_{2}\cdot \omega _{2}+\ldots +m_{N}\cdot \omega _{N}}}=0,\ \ \ i={\overline {1,N}}}